# 漢普登 (緬因州普查規定居民點)
漢普登（英語：Hampden）是位於美國緬因州佩諾布斯科特縣的一個普查規定居民點。

## 人口
根據2020年美國人口普查的數據，漢普登的面積為30.12平方千米，當中陸地面積為28.39平方千米，而水域面積為1.73平方千米。當地共有人口4516人，而人口密度為每平方千米149.93人。